# Musa Nastuyev
Musa Mujamedovych Nastuyev –en ucraniano, Муса Мухамедович Настуєв– (22 de enero de 1976) es un deportista ucraniano que compitió en judo. Ganó una medalla de plata en el Campeonato Mundial de Judo de 2001 y una medalla de bronce en el Campeonato Europeo de Judo de 2002.

## Palmarés internacional
| Campeonato Mundial | Campeonato Mundial  | Campeonato Mundial | Campeonato Mundial |
| Año                | Lugar               | Medalla            | Categoría          |
| ------------------ | ------------------- | ------------------ | ------------------ |
| 2001               | Múnich (Alemania)   | Medalla de plata   | –66 kg             |
| Campeonato Europeo |                     |                    |                    |
| Año                | Lugar               | Medalla            | Categoría          |
| 2002               | Maribor (Eslovenia) | Medalla de bronce  | –66 kg             |